# Dante Racca
Giuseppe Dante Racca (Torino, 15 dicembre 1865 – Torino, 1º gennaio 1919) è stato un sindacalista italiano, attivo nel movimento operaio negli ultimi anni dell'Ottocento.

## Biografia
Disegnatore meccanico attivo nel movimento operaio, nel 1889 fu candidato per il partito radicale alle elezioni amministrative del comune di Torino, ma non fu eletto. Sempre nel 1889, attraverso la Società Archimede di mutuo soccorso di cui faceva parte, fu tra i promotori di una Confederazione delle società operaie di Torino, che fu costituita nel gennaio 1890 e che lo elesse primo segretario generale. L'obiettivo della Confederazione era costituire una Camera del Lavoro, che venne effettivamente realizzata l'anno successivo.
Sempre nel 1890 contribuì a organizzare l'Esposizione Operaia Italiana di Torino, dal 28 settembre al 30 novembre, e fu nuovamente candidato alle elezioni amministrative, senza risultare eletto.
Nel 1891 prese parte a Milano al quinto congresso del Partito Operaio Italiano, su posizioni anarchiche. Per un breve periodo fu segretario della Camera del Lavoro di Milano e nel 1892 partecipò a Genova al Congresso di fondazione del Partito Socialista Italiano. L’anno successivo a Torino entrò nel comitato direttivo del partito, ma in seguito non ebbe più un ruolo attivo nel movimento operaio.